# Eutetrapha metallescens
Eutetrapha metallescens là một loài bọ cánh cứng trong họ Cerambycidae.